# 艾哈邁德·泰詹·卡巴
哈吉·艾哈邁德·泰詹·卡巴（英語：Alhaji Ahmad Tejan Kabbah，1932年2月16日—2014年3月13日），獅子山共和國總統（1996年－1997年；1998年－2007年）。
他原在聯合國開發計劃署服務，直到1992年返回獅子山。1996年，他以59%的得票率擊敗團結全國人民黨（UNPP）的約翰·卡雷法-史馬特（得票率40%）等候選人，贏得獅子山總統大選。卡巴是獅子山共和國首位信奉伊斯蘭教的國家元首，也是第一位勝任獅子山總統一職的曼丁哥人。
1997年5月25日，卡巴政府被軍人政變推翻。卡巴逃到几内亚，繼續爭取國際支持。1998年2月，以尼日利亞為首的西非多國聯軍推翻軍人政權。同年3月，卡巴返回塞拉利昂重新執政。
2002年成功連任總統，2007年9月17日卸任。2014年3月13日，卡巴在塞拉利昂弗里敦去世，享年82岁。